# Antennomiris
Antennomiris is een geslacht van wantsen uit de familie van de Miridae (Blindwantsen). Het geslacht werd voor het eerst wetenschappelijk beschreven door Carvalho & Schaffner in 1977.

## Soorten
Het genus is monotypisch en bevat alleen de volgende soort:

- Antennomiris brasiliensis Carvalho & Schaffner, 1977